# Olga Brusnikina
Olga Aleksandrovna Brusnikina (Moscou, 9 de novembro de 1978) é uma nadadora sincronizada russa, tricampeã olímpica.

## Carreira
Olga Brusnikina representou seu país nos Jogos Olímpicos de 1996 a 2004, ganhando a medalha de ouro por equipes em: 2000 e 2004, em 1996 ficou na 4º posição. E medalha de ouro no dueto, em Sydney 2000, com a parceria de Maria Kisseleva 